# 91214 Diclemente
91214 Diclemente este un asteroid din centura principală de asteroizi.

## Descriere
91214 Diclemente este un asteroid din centura principală de asteroizi. A fost descoperit pe 23 decembrie 1998 la San Marcello Pistoiese de Andrea Boattini și Luciano Tesi. Asteroidul prezintă o orbită caracterizată de o semiaxă mare de 2,18 ua, o excentricitate de 0,07 și o înclinație de 2,7° în raport cu ecliptica.